# Prima Categoria Calabria 1959-1960
Il campionato di calcio di Prima Categoria 1959-1960 è stato il massimo torneo dilettantistico di quell'annata. A carattere regionale, fu il primo con questo nome dopo la riforma voluta da Zauli del 1958.
I campioni regionali venivano promossi in Serie D, mentre ogni altro dettaglio organizzativo era stato devoluto al Comitato Regionale Calabro per la regione Calabria.

## Squadre partecipanti
| Squadra                    | Città (provincia)                | Stagione precedente |
| -------------------------- | -------------------------------- | ------------------- |
| A.C. Audace                | San Marco Argentano (CS)         |                     |
| U.S. Bovalinese            | Bovalino (RC)                    |                     |
| Soc. La Sportiva Cariatese | Cariati (CS)                     |                     |
| U.S. Castrovillari         | Castrovillari (CS)               |                     |
| A.C. Emilio Morrone        | Cosenza                          |                     |
| S.S. Eugenio Sicilia       | Cosenza                          |                     |
| Italia                     | Reggio Calabria                  |                     |
| S.S. Juventus Siderno      | Siderno (RC)                     |                     |
| A.S. Libertas Rosarno      | Rosarno (RC)                     |                     |
| Olimpia                    | Catanzaro (Quart. Sala)          |                     |
| U.S. Paolana               | Paola (CS)                       |                     |
| Pol. Pizzo                 | Pizzo Calabro (CZ)               |                     |
| Pro Cosenza                | Cosenza                          |                     |
| U.S. Pro Pellaro           | Reggio Calabria (Quart. Pellaro) |                     |
| U.S. Vibonese              | Vibo Valentia (CZ)               |                     |
| U.S. Vigor Nicastro        | Nicastro (CZ)                    |                     |

### Classifica finale
|  | Pos. | Squadra          | Pt       | G   | V   | N  | P   | GF  | GS  | DR  |
|  | ---- | ---------------- | -------- | --- | --- | -- | --- | --- | --- | --- |
|  | 1.   | Emilio Morrone   | 45       | 28  | 20  | 5  | 3   | 57  | 20  | +37 |
|  | 2.   | Bovalinese       | 44       | 28  | 20  | 4  | 4   | 72  | 21  | +51 |
|  | 3.   | Vigor Nicastro   | 42       | 28  | 18  | 6  | 4   | 49  | 27  | +22 |
|  | 4.   | Juventus Siderno | 34       | 28  | 15  | 4  | 9   | 59  | 22  | +37 |
|  | 5.   | Paolana          | 33       | 28  | 15  | 3  | 10  | 60  | 27  | +33 |
|  | 5.   | Pizzo            | 33       | 28  | 12  | 9  | 7   | 38  | 24  | +14 |
|  | 7.   | Cariatese        | 29       | 27  | 13  | 3  | 11  | 48  | 39  | +9  |
|  | 8.   | Vibonese         | 27       | 28  | 12  | 3  | 13  | 41  | 46  | -5  |
|  | 9.   | Libertas Rosarno | 25       | 27  | 10  | 5  | 12  | 39  | 72  | -33 |
|  | 10.  | Pro Cosenza      | 22       | 28  | 8   | 6  | 14  | 39  | 66  | -27 |
|  | 11.  | Audace San Marco | 20       | 28  | 8   | 4  | 16  | 31  | 49  | -18 |
|  | 12.  | Castrovillari    | 17       | 28  | 7   | 3  | 18  | 25  | 59  | -34 |
|  | 12.  | Olimpia Sala     | 17       | 28  | 7   | 3  | 18  | 17  | 41  | -24 |
|  | 14.  | Pro Pellaro      | 15       | 28  | 6   | 3  | 19  | 26  | 57  | -31 |
|  | 14.  | Italia Reggio    | 15       | 28  | 4   | 7  | 17  | 21  | 52  | -31 |
|  | 15.  | Eugenio Sicilia  | Ritirato |     |     |    |     |     |     |     |
|  |      |                  | 418      | 418 | 175 | 68 | 175 | 622 | 622 | 0   |

Legenda:
      Promosso in Serie D 1960-1961.
      Retrocesso in Prima Divisione.
  Non disputa il campionato successivo.
Regolamento:
Due punti a vittoria, uno a pareggio, zero a sconfitta.
Pari merito in caso di pari punti.
Note:
Libertas Rosarno e La Sportiva Cariatese una partita in meno.

### Libri
- Enzo Dicembre, Rocco La Cava, Vincenzo Marzano, Vincenzo Orlando e Franco Vottari, Bovalino - Cent'anni di passione - Ed. Città del Sole.

### Giornali
- Archivio della Gazzetta dello Sport, stagione 1959-1960, consultabile presso le Biblioteche:
  - Biblioteca Nazionale Braidense di Milano;
  - Biblioteca Nazionale Centrale di Firenze;
  - Biblioteca Nazionale Centrale di Roma;
  - Biblioteca Civica Berio di Genova;
  - e presso Emeroteca del C.O.N.I. di Roma (non è online ma è da consultare in sede).